# Шермизи Ај
Шермизи Ај (фр. Chermizy-Ailles) насеље је и општина у североисточној Француској у региону Пикардија, у департману Ен (Пикардија) која припада префектури Лаон.
По подацима из 2011. године у општини је живело 101 становника, а густина насељености је износила 9,22 становника/km². Општина се простире на површини од 10,95 km². Налази се на средњој надморској висини од 130 метара (максималној 198 m, а минималној 78 m).

## Демографија
| 1962. | 1968. | 1975. | 1982. | 1990. | 1999. | 2011. |
| ----- | ----- | ----- | ----- | ----- | ----- | ----- |
| 63    | 80    | 87    | 76    | 79    | 70    | 101   |

График промене броја становника у току последњих година